# 실버 주스
실버 주스(영어: Silver Jews)는 뉴욕에서 결성했던 미국의 인디 록 밴드로, 1989년 데이비드 버먼이 페이브먼트의 스티븐 말크머스와 밥 나스타노비치와 함께 만들었다. 밴드가 결성 후 해체하기까지 버먼이 유일하게 자리를 지켰던 멤버였으며, 마지막에 발표한 몇 장의 음반에는 데이비드 버먼의 아내인 캐시 버먼이 정식 구성원이 되었다. 2009년에 해체하였다.

## 경력

### 초기
버먼은 버지니아 대학교에서 만난 두 명의 친구인 스티븐 말크머스와 밥 나스타노비치와 함께 뉴저지주의 호보컨으로 이사를 왔으며, 그곳에서 음악 녹음 관련 일을 진행하였다. 버먼은 당시 휘트니 미술관에서 경비원으로 일하였으며, 그 때의 일이 음악에 영향을 주었다고 밝혔다. 실버 주스는 비슷한 시기에 결성한 밴드 페이브먼트의 성공으로 사이드 프로젝트로 여겨지곤 했다. 버먼은 이전에 밴드의 이름이 광고판에 붙어있던 "실버 주얼리"라는 단어를 약간 꼬아서 만들어진 것이라고 하였지만, 인터뷰에서 다른 작품을 만들 때 쓰던 가명이었으며, 이후 실제 밴드 이름으로 변경되었다고 언급하였다.

### 투어
버먼이 밴드가 존재하는 동안 라이브를 거의 하지 않았지만, 2005년 “Tanglewood Numbers”의 발매 후 실버 주스가 첫 번째 투어를 하면서 팬들을 놀라게 하였다. 2006년에 북아메리카, 유럽, 이스라엘을 다녔다. 2007년에 개봉한 실버 주스라는 제목의 다큐멘터리는 이 때의 밴드를 촬영한 것이다.

### 해체
2009년 1월 22일, 버먼은 드래그 시티를 통해 실버 주스가 해체하였다고 밝혔다. 이후 “Bluegrass Underground”의 공연을 2009년 1월 31일 오후 3시에 테네시주 맥민빌에 위치한 컴벌랜드 카번스에서 마지막으로 공연할 것이라고 밝혔다.

### 해체 이후 작품
2012년 6월 19일, “Early Times”가 드래그 시티를 통해 발매하였다. 이 음반은 데뷔 음반이 발매하기 전에 낸 EP와 싱글의 곡을 모은 컴필레이션 음반이다.

### 해체 이후 프로젝트
드러머였던 브라이언 코저는 팀 채드 앤드 셰리에서 프론트맨 겸 드러머로 활동하였으며, 슈퍼 볼 로켓 십에서 드럼을 연주하였다. 윌리엄 타일러도 팀 채드 앤드 셰리에서 기타를 연주하였다.

### 재결성 가능성
2015년, 밥 나스타노비치는 자신의 페이스북에 밴드의 리허설을 담은 사진을 올렸다. 그때 밥은 'The Veranda Over The Toy Shoppe'와 'Wacky Package Eyes'라는 두 곡의 싱글을 작업하고 있다고 말했다. 이후 데이비드 버먼이 그 사진이 장난이었다고 말하였다. 시간이 지난 2019년 7월, 데이비드 버먼이 퍼플 마운틴스라는 이름으로 10여 년 만에 음악을 다시 시작하였지만, 그 다음달에 사망하였다.

## 디스코그래피

### 정규 음반
- Starlite Walker (1994)
- The Natural Bridge (1996)
- American Water (1998)
- Bright Flight (2001)
- Tanglewood Numbers (2005)
- Lookout Mountain, Lookout Sea (2008)

### EP
- Dime Map of the Reef (1992)
- The Arizona Record (1993)
- Tennessee (2001)

### 싱글
- "Dime Map of the Reef" (1992)
- "Silver Jews and Nico" (1993)
- "Blue Arrangements" (1998)
- "Send in the Clouds" (1998)
- "Self Ignition" (1998)
- "Hot as Hell" (1999)

### 컴필레이션 음반
- Early Times (2012)[7]

## 영화
- 실버 주스 (2007)